# Bjarne Stroustrup
Bjarne Stroustrup (n. 30 decembrie 1950, Aarhus, Danemarca) este creatorul limbajului de programare C++, cel care a scris primele sale definiții, a realizat prima implementare și a fost responsabil pentru procesarea propunerilor de extindere a limbajului C++ în cadrul comitetului de standardizare.
Stroustrup a scris de asemenea ceea ce mulți consideră ca fiind textul introductiv al limbajului C++, Limbajul de programare C++ (eng. The C++ Programming Language ), care este acum la cea de-a treia ediție . Textul a fost revizuit de două ori pentru a reflecta evoluția limbajului și a muncii depuse de comitetul de standardizare C++.